# رابرت میلار

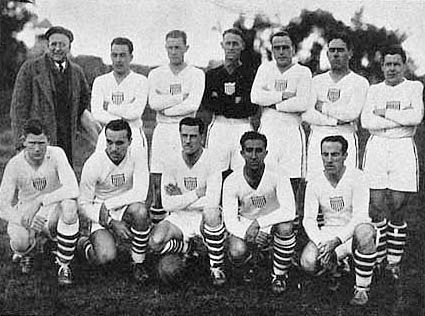
بازیکنان تیم ملی فوتبال ایالات متحده آمریکا در جام جهانی ۱۹۳۰

رابرت میلار (انگلیسی: Robert Millar; ۱۲ مهٔ ۱۸۹۰ – ۲۶ فوریهٔ ۱۹۶۷) بازیکن و مربی فوتبال اهل ایالات متحده آمریکا بود.
از باشگاه‌هایی که در آن بازی کرده‌است می‌توان به باشگاه فوتبال سنت میرن اشاره کرد.
وی همچنین در تیم ملی فوتبال ایالات متحده آمریکا بازی کرده‌است.
وی در مسابقات بین‌المللی در مجموع برندهٔ ۱ مدال برنز شده‌است.